# JOIDES Basin
JOIDES Basin är en bassäng i Antarktis. Den ligger i havet utanför Östantarktis. Nya Zeeland gör anspråk på området.
JOIDES är en akronym för Joint Oceanographic Institutions for Deep Earth Sampling.